# Srce v breznu
Srce v breznu (izvirno italijansko Il Cuore nel Pozzo) je italijanski kontroverzni vojni film iz leta 2005, delo Alberta Negrina.
Film prikazuje dogajanje neposredno ob koncu druge svetovne vojne v Istri in sicer življenje italijanskih prebivalcev tega ozemlja in naknadne vojne zločine, ki jih nad njimi storijo pripadniki NOVJ.
Že pred začetkom snemanja je film vzbudil pozornost, saj je Vlada Hrvaške prepovedala snemanje tega filma v Istri, saj je negativno prikazoval Hrvate ter sama vsebina filma ni bila zgodovinsko točna. Tako so morali prestaviti snemanje v Črno goro. Zaradi nesodelovanja slovenskih in hrvaških filmskih igralcev so njihove vloge morali prevzeti srbski igralci.
Film tako prikazuje partizansko enoto, ki zaradi osebnega maščevanja njihovega poveljnika, Novaka, stori številne vojne zločine nad italijanskim prebivalstvom.
Po 10. februarju 2005, dan spomina na optante in žrtve fojb, ko je bil film predvajan, je doživel kritike iz številnih držav, primarno iz Slovenije in Hrvaške. Tako je britanski Financial Times zapisal, da film ne omenja predhodnega italijanskega nasilja nad slovanskim prebivalstvom po uvedbi fašizma leta 1922 in da je to le propagandni film italijanske desnice. Nemški Frankfurter Allgemeine Zeitung pa je kritiziral Negrina zaradi osladnega prikazovanja dogodkov ter napačnega prikazovanja razlogov ter samega izvajanje t. i. fojbnih pobojev, ki niso bili plod osebnega maščevanja kopice partizanov, ampak državno vodena vojaška operacija.